# 咸阳市市长列表
下表列出历任咸阳市市长：

## 咸阳分区
- 三原分区行政督察专员
  - 杨玉亭，陕西富平人，1949年10月-1950年1月在任。

- 邠县分区行政督察专员
  - 赵伯经，陕西麟游人，1949年10月-1950年4月在任。

- 咸阳分区行政督察专员
  - 吴志渊，陕西安定人，1949年10月-1949年10月在任。
  - 鹿鸣，1949年10月-1950年3月在任。
  - 白耀明，陕西清涧人，1950年5月-1953年1月在任。

### 咸阳地区
- 咸阳地区行政公署专员
  - 王世俊，1961年7月-1967年2月在任。

- 咸阳地区(专区)革命委员会主任
  - 武治业，1968年8月-1970年8月兼任，时任咸阳军分区司令员；
  - 张逸之，1970年8月-1974年12月兼任，时任咸阳军分区政委；
  - 马维藩，1975年1月-1977年4月兼任，时任中共咸阳地委书记；
  - 余  明，1977年4月-1978年10月兼任，时任中共咸阳地委书记。

- 咸阳地区行政公署专员
  - 张维岳，陕西旬邑人，1978年10月-1983年9月在任。
  - 王步唐，山西灵石人，1983年9月-1984年5月代理。

## 省辖市
1. 王步唐，山西灵石人，1984年5月 - 1985年4月在任；
2. 祝新民，陕西乾县人，1985年9月 - 1987年5月在任；
3. 张宏勋，陕西兴平人，1987年5月 - 1989年5月在任；
4. 李锦江，江苏盐城人，1989年5月 - 1991年11月在任；
5. 司　南，陕西西安人，1991年11月 - 1993年5月在任；
6. 郑德义，河南济源人，1994年5月 - 1996年5月在任；
7. 高存德，陕西华县人，1996年5月 - 1999年2月在任；
8. 李堂堂，陕西宝鸡人，1999年2月 - 2002年7月在任；
9. 张立勇，山东荣成人，2002年7月 - 2005年9月在任；
10. 千军昌，陕西户县人，2005年9月 - 2008年2月在任；
11. 庄长兴，陕西勉县人，2008年2月 - 2011年1月在任；
12. 姜　锋，陕西澄城人，2011年1月 - 2013年2月在任；
13. 卫　华（女），河南许昌人，2013年2月 - 2022年3月在任；
14. 冷劲松，山东郓城人，2022年3月 - 至今